# 味舌天満宮
味舌天満宮（ましたてんまんぐう）は、大阪府摂津市三島にある神社。旧社格は村社。

## 祭神
- 菅原道真（すがわらのみちざね）
- 天照大神（あまてらすおおかみ）
- 天忍穂耳命（あめのおしほみみのみこと）
- 瓊瓊杵命（ににぎのみこと）
- 鵜葦草葦不合命（うかやふきあへずのみこと）
- 天児屋根命（あめのこやねのみこと）

## 歴史

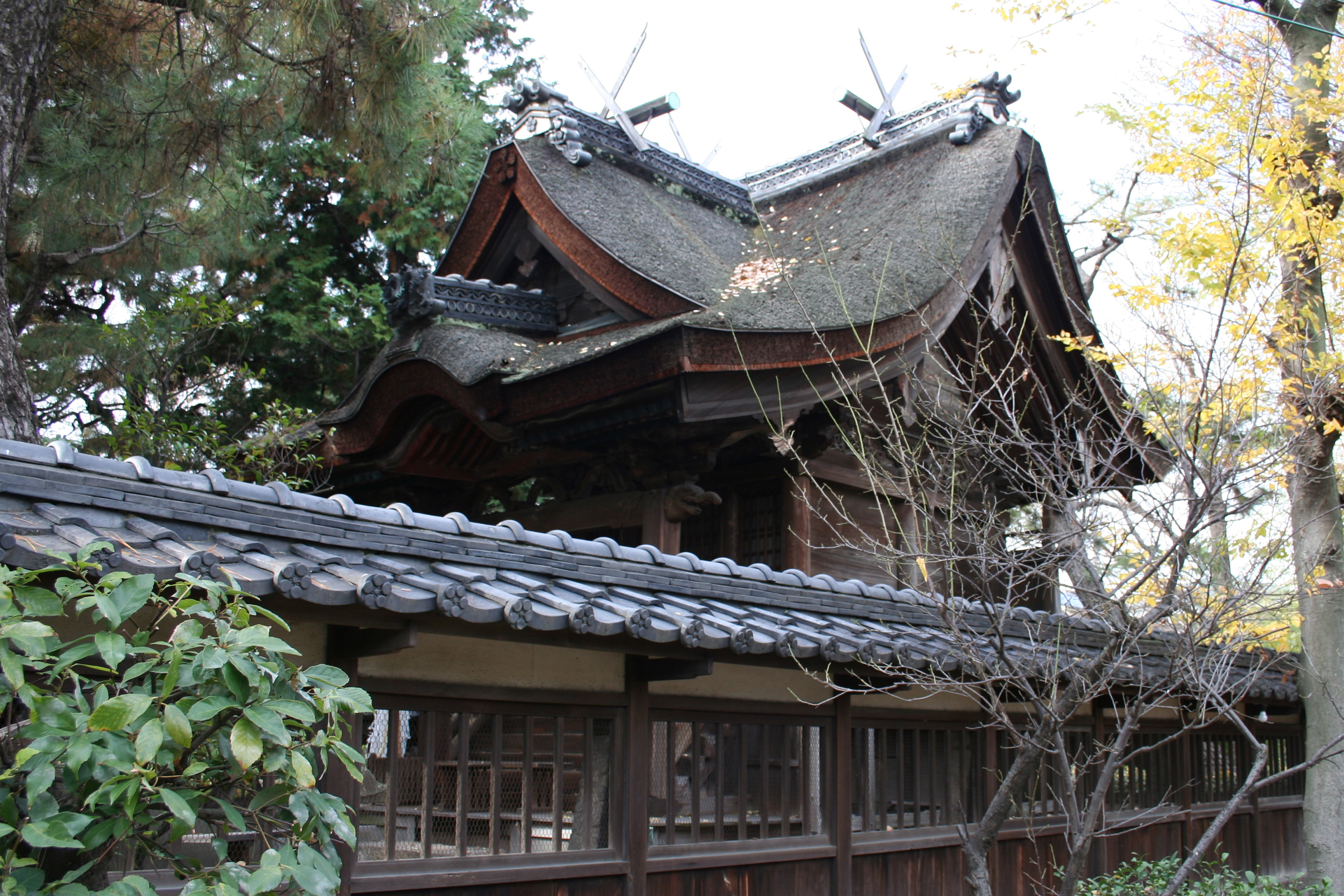
本殿

社伝によれば、源満仲の弟馬場満政から9代孫である止々呂美城主馬場信高から、さらに9代孫にあたる馬場当次郎尚久が、味舌郷の一邑を開拓して馬場前村と称し、八幡大神を勧請し馬場宮と号したことが始まりとされている。その後、尚久の3代孫にあたる尚次が淀川の氾濫で荒廃した田地を整理している時に、天満天神の霊代を見つけて八幡宮に合祀した。
1635年（寛永12年）、織田長益（有楽斎）の五男で味舌で生まれたとされる大和柳本藩主織田尚長が社殿を造営し、八幡大神を摂社に移して天満天神を本社に祀った。1872年 （明治5年）村社に列し、1911年（明治44年）、神饌幣帛料供進社に指定される。 1912年（明治45年）3月下垣内の八幡神社、4月東坪井の道祖神社、庄屋の春日神社、正音寺の八幡神社を合祀する。

## 境内社

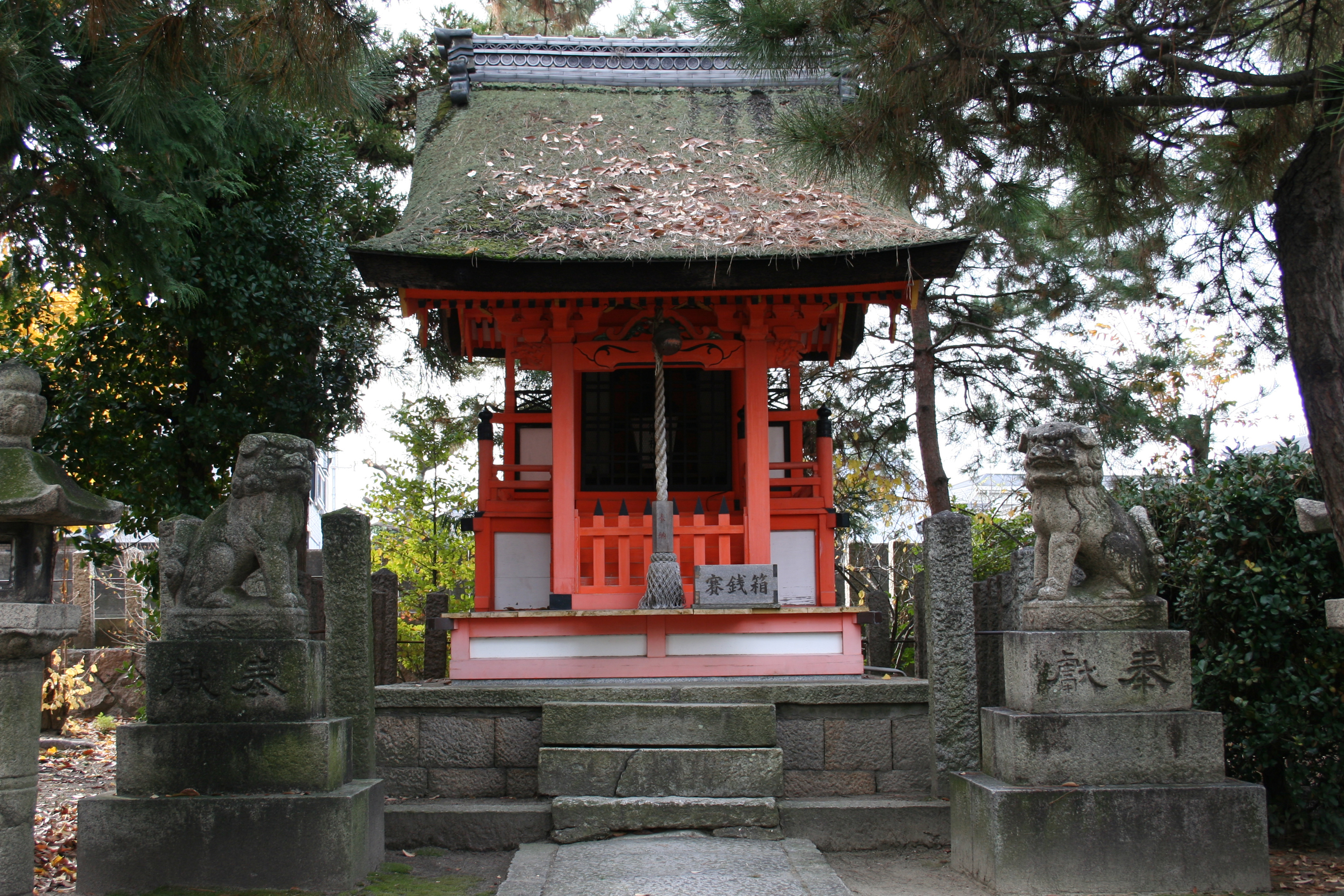
摂社八幡社

- 八幡神社
- 春日神社
- 稲荷神社

## 文化財

### 有形文化財（府指定）
- 本殿・摂社八幡社 - 大阪府指定有形文化財（平成5年11月24日指定）

## 現地情報
所在地
- 大阪府摂津市三島3-9-3

交通アクセス
- 最寄駅：阪急京都線正雀駅下車後、徒歩約12分（東へ約900m）